# Agenioideus
Agenioideus ist eine Gattung der Wegwespen (Pompilidae). In Europa treten 21 Arten auf.

## Merkmale
Bei den Arten der Gattung Agenioideus handelt es sich um kleine bis mittelgroße Wegwespen, mit unterschiedlichem Körperbau. Kopf und Thorax sind fein strukturiert. Die Innenränder der großen Facettenaugen sind unten schwach divergierend. Die Stirnplatte (Clypeus) ist kurz und breit, mehr oder weniger konvex und der apikale Rand ist abgestutzt, oder mehr oder weniger konkav. Das Labrum ist teilweise oder vollständig von der Stirnplatte verdeckt. Die Mandibeln sind spitz und haben ein oder zwei zusätzliche Zähnchen. Das Metapostnotum ist gut sichtbar und normalerweise etwa gleich lang, wie das Metanotum. Das Propodeum ist nach hinten zunehmend gekrümmt, es hat entweder schräge Rillen oder ist dicht silbrig behaart. Die Flügel sind mehr oder weniger braun getönt, das Flügelmal (Pterostigma) ist groß. Es ist gleich lang oder länger als die Querader 2r-rs. Die Beine sind bedornt, ein Tarsalkamm ist ausgebildet, ist bei manchen Arten aber unscheinbar. Die Tarsenglieder und die Klauen sind verlängert und haben aufgerichtete, spitze Zähnchen. Bei den Männchen ist der sichtbare Teil der Subgenitalplatte längs gefaltet oder nahezu flach. Die Klauen der Vordertarsen sind asymmetrisch, die innere ist zweizähnig, die äußere hat einen Zahn.

## Lebensweise
Die Wespen besiedeln vor allem offene und sonnige Lebensräume. Die Weibchen legen ihre Nester in schon vorhandene Hohlräume oder graben sie in die Erde. Die Zellen werden entweder mit Aushub verschlossen, der mit den Vorderbeinen ausgekratzt wird, oder es wird anderes Material mit den Mandibeln antransportiert. Die Beute wird nur kurzzeitig paralysiert. Die Brut wird mit Spinnen aus den Familien Agelenidae, Araneidae, Dysderidae, Linyphiidae, Philodromidae, Pisauridae, Salticidae, Segestriidae, Thomisidae und Titanoecidae versorgt.

## Arten (Europa)
- Untergattung Agenioideus
  - Agenioideus apicalis (Vander Linden, 1827)
  - Agenioideus arenicolus (Priesner, 1955)
  - Agenioideus cinctellus (Spinola, 1808)
  - Agenioideus fascinubecula Wolf, 1986
  - Agenioideus gentilis (Klug, 1834)
  - Agenioideus nubecula (Costa, 1874)
  - Agenioideus poultoni (Saunders, 1904)
  - Agenioideus rytiphorus (Kohl, 1886)
  - Agenioideus seminiger (Taschenberg, 1880)
  - Agenioideus sericeus (Vander Linden, 1827)
  - Agenioideus tussaci Wolf, 1986
  - Agenioideus usurarius (Tournier, 1889)
- Untergattung Iberochares
  - Agenioideus injudicatus Junco y Reyes, 1960
- Untergattung Mimochares
  - Agenioideus coronatus (Nouvel & Ribaut, 1958)
- Untergattung Schizanoplius
  - Agenioideus ciliatus (Lepeletier, 1845)
  - Agenioideus dichrous (Brulle, 1840)
  - Agenioideus excisus (Morawitz, 1890)
  - Agenioideus fertoni (Saunders, 1901)
  - Agenioideus kerkyrus Wolf, 1985
  - Agenioideus rhodosoma (Kohl, 1886)
  - Agenioideus ruficeps (Eversmann, 1849)

## Belege